# Sigurd Lindqvist
Anton Sigurd Lindqvist, född 6 maj 1896 i Västra Sallerups församling, Malmöhus län, död 12 mars 1975 i Karlstad, var en svensk friidrottare (viktkastning). Han vann SM-guld i viktkastning 1932. Han tävlade för IF Göta i Karlstad.
I det civila var Lindqvist lokförare, men han hade också konstnärliga anlag. Han gjorde en gipsskulptur av vännen "Massa" Lind som var ämnad att gjutas i brons och resas på Tingvalla IP, något som dock aldrig realiserades. Gipsstatyn skänktes till Karlstadspolisen och finns nu i Karlstads polishus.